# Supremum

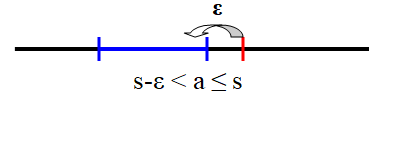
Supermum

Supremum (někdy též spojení) je matematický pojem z oboru teorie uspořádání, který je často používán především při zkoumání vlastností reálných čísel. Supremum je zaváděno jako alternativa k pojmu největší prvek, oproti největšímu prvku je však dohledatelné u více množin – například omezené otevřené intervaly reálných čísel na jedné straně nemají největší prvek, na druhé straně však zároveň mají supremum.
Duálním pojmem (opakem) suprema je infimum.

## Obecná definice
Předpokládejme, že množina {\displaystyle X} je uspořádána relací {\displaystyle R}. O prvku {\displaystyle a\in X} řekneme, že je supremum podmnožiny {\displaystyle Y\subseteq X}, pokud je to nejmenší prvek množiny všech horních závor množiny {\displaystyle Y}. Tuto skutečnost značíme
{\displaystyle a=\sup _{R}(Y)}.

## Supremum v množině reálných čísel
Supremum má každá shora omezená množina, přestože ne každá má maximum (největší prvek). Například otevřený interval {\displaystyle I=(a,b)} maximum nemá (pro každé {\displaystyle c\in I} můžeme nalézt {\displaystyle d:c<d<b}), ovšem jeho supremem je právě {\displaystyle b} (jde o nejmenší horní závoru a jakékoliv větší číslo již nejmenší horní závorou není — lze argumentovat podobně jako u maxima).
Shora neomezené množiny supremum nemají. Například otevřený interval {\displaystyle I=(a,+\infty )} nemá supremum v množině {\displaystyle \mathbb {R} } všech reálných čísel.
Pokud má množina maximum {\displaystyle M} má i supremum {\displaystyle K}, pro které platí, že {\displaystyle K=M}.

## Obecné vlastnosti a další příklady

### Vztah suprema a největšího prvku
Nejen na množině reálných čísel, ale obecně na všech množinách, je supremum zobecněním pojmu největšího prvku. Pokud má množina největší prvek, je tento největší prvek zároveň jejím supremem. Naopak to však platit nemusí — prvním takovým příkladem je výše uvedený shora omezený otevřený interval na množině reálných čísel.
Pokud supremum existuje, pak je určeno jednoznačně — množina nemůže mít dvě různá suprema. To je dáno tím, že nejmenší prvek (tedy i nejmenší prvek množiny horních závor — supremum) je v případě, že existuje, jednoznačně určen.

### Supremum podle dělitelnosti
Uvažujme o množině {\displaystyle \mathbb {Z} ^{+}} všech kladných celých čísel a relaci {\displaystyle R} danou vztahem {\displaystyle a\leq _{R}b\Leftrightarrow a|b} (tj. číslo {\displaystyle a} je menší nebo rovné číslu {\displaystyle b} podle {\displaystyle R}, pokud číslo {\displaystyle a} dělí číslo {\displaystyle b}).
Každá konečná podmnožina {\displaystyle \mathbb {Z} ^{+}} má supremum. Supremem je v tomto případě nejmenší společný násobek. Zdaleka ne každá množina má ale největší prvek, například {\displaystyle \{4,6,8\}\subseteq \mathbb {Z} ^{+}} nemá největší prvek, protože neplatí ani {\displaystyle 6\leq _{R}8}, ani {\displaystyle 8\leq _{R}6}. Přitom ale {\displaystyle \sup _{R}\{4,6,8\}=24}.

### Supremum na množině racionálních čísel
Jak již bylo uvedeno výše, má každá shora omezená množina reálných čísel supremum. Zdálo by se, že množina {\displaystyle \mathbb {Q} } racionálních čísel je množině reálných čísel hodně podobná — je také hustě uspořádaná podle velikosti. Přesto ale existují shora omezené množiny racionálních čísel, které nemají (v množině racionálních čísel) supremum.
Příkladem takové množiny je
{\displaystyle \{x\in \mathbb {Q} :x^{2}<2\}}.
Dá se poměrně snadno ověřit, že v množině {\displaystyle \mathbb {Q} } nemá tato množina supremum. Pokud bychom uvažovali o supremu této množiny v rámci všech reálných čísel, dopadlo by to o něco lépe — supremem by byla odmocnina ze dvou.

### Supremum na ordinálních číslech
Uvažujme o třídě {\displaystyle \mathbb {O} n} všech ordinálních čísel. Ordinální čísla jsou dobře uspořádána — to znamená, že každá podmnožina má nejmenší prvek a tím pádem i infimum. Zajímavější a na první pohled ne tak zjevné je, že každá shora omezená podtřída třídy {\displaystyle \mathbb {O} n} (shora omezená třída ordinálních čísel je vždy množina) má supremum, ale nemusí mít největší prvek.
Například množina konečných ordinálních čísel {\displaystyle \{0,1,2,\ldots \}} nemá největší prvek, ale platí:
{\displaystyle \sup\{0,1,2,\ldots \}=\omega }.

### Esenciální supremum
Mějme prostor s mírou {\displaystyle \scriptstyle (X,\Sigma ,\mu )} a {\displaystyle \scriptstyle \mu }-měřitelnou reálnou funkci {\displaystyle \scriptstyle f} na {\displaystyle \scriptstyle X}, tj. {\displaystyle \scriptstyle f:X\to \mathbb {R} }. Esenciální supremum funkce {\displaystyle \scriptstyle f} na množině {\displaystyle \scriptstyle X} pak značíme {\displaystyle \scriptstyle {\text{ess sup}}_{X}f} a definujeme vztahem
{\displaystyle {\text{ess sup}}_{X}f=\inf\{C\in \mathbb {R} |f(x)\leq C\ {\text{pro}}\ \mu {\text{-skoro všechna }}x\in X\}.}
Esenciální supremum je tedy infimum ze všech čísel {\displaystyle \scriptstyle c} takových, pro něž když vezmeme množinu všech {\displaystyle \scriptstyle x\in X}, v nichž nabývá funkce {\displaystyle \scriptstyle f} hodnoty větší než {\displaystyle \scriptstyle c}, tak tato množina bude míry nula (podle míry {\displaystyle \scriptstyle \mu }).